# 吳進修
吳進修（？—？）河南光州人，清末官员、学者。

## 生平
吳進修为進士。曾任吏部右參議。宣统年间出任资政院议员。

## 著作
- 吳進修，正胡怀琛的《墨子为印度人辨》，东方杂志第25卷第16期（1928年8月）